# Mataránga
Mataránga (Mataragka) är en ort i Grekland.   Den ligger i prefekturen Nomós Aitolías kai Akarnanías och regionen Västra Grekland, i den centrala delen av landet, 200 km väster om huvudstaden Aten. Mataránga ligger 178 meter över havet och antalet invånare är 1 344. Den ligger vid sjön Límni Trichonída.
Terrängen runt Mataránga är kuperad söderut, men norrut är den platt. Terrängen runt Mataránga sluttar norrut. Runt Mataránga är det ganska tätbefolkat, med 56 invånare per kvadratkilometer. Närmaste större samhälle är Agrínio, 12,3 km nordväst om Mataránga. I omgivningarna runt Mataránga växer i huvudsak blandskog.